# Gertrude Vanderbilt Whitney
Gertrude Vanderbilt Whitney (ur. 9 stycznia 1875 w Nowym Jorku, zm. 18 kwietnia 1942 tamże) – amerykańska rzeźbiarka, mecenaska i kolekcjonerka sztuki, założycielka w 1930 roku muzeum swego imienia, przedstawicielka znanego rodu Vanderbiltów. Dwa z zaprojektowanych przez nią pomników: Titanic Memorial (pamięci ofiar Titanica) i Zwiadowca (pamięci Buffalo Billa) zostały wpisane na listę amerykańskiego dziedzictwa kulturowego National Register of Historic Places.

## Życiorys
Gertrude Vanderbilt była najstarszą córką Corneliusa Vanderbilta II (1843–1899) i jego żony Alice Gwynne Vanderbilt oraz prawnuczką magnata żeglugowego i kolejowego Corneliusa Vanderbildta. Dziadek Gertrude, William Henry Vanderbilt (1821–1885), syn Corneliusa z powodzeniem powiększał fortunę kolejowej rodziny Vanderbiltów. Gertruda miała dwóch starszych braci, Corneliusa III (1873–1942) i Williama (?–?) oraz dwóch młodszych, Alfreda (1877–1915) i Reginalda (1880–1925). Jako jedyna dziewczynka wśród czterech chłopców czuła się nieswojo i jako dziecko pragnęła być chłopcem. W rezultacie wykształciła w sobie silną indywidualną osobowość, którą odznaczała się przez całe życie. Uczyła się pod kierunkiem prywatnych nauczycieli i uczęszczała do Brearley School w Nowym Jorku.
25 sierpnia 1896 roku wyszła za mąż za Harry'ego Payne'a Whitneya, przedstawiciela zamożnego rodu Whitneyów. Para miała troje dzieci: Florę Payne Whitney (ur. 1897), Corneliusa Vanderbilta Whitneya (ur. 1899) i Barbarę Vanderbilt Whitney (ur. 1903). 
Gertrude Vanderbilt Whitney zawsze miała zamiłowanie do sztuki, ale nigdy nie postępowała zgodnie z nim. Pasja do sztuki odżyła w niej podczas podróży do Europy w 1901 roku i zapoznaniu się ze zbiorami europejskich muzeów sztuki. Whitney była szczególnie zainteresowana rzeźbą, postanowiła studiować sztukę zostać rzeźbiarką.
Pierwsze uznanie dla rzeźby Whitney nadeszło w 1908 roku, kiedy jej dzieło (na którym pracowała wspólnie z Grosvenorem Atterbury i Hugo Ballinem) zdobyło nagrodę w kategorii najlepszy projekt przyznaną przez Architectural League w Nowym Jorku. Wkrótce potem Whitney została mecenasem sztuki, promując działalność kobiet w sztuce i organizując wystawy dla obiecujących artystów. Jedną z najbardziej znanych rzeźb Gertrude Vanderbilt Whitney jest fontanna w patio budynku Pan American w Waszyngtonie.
Po 1911 roku w pracy pomagała Whitney Juliana Force, jej sekretarka, w następnych latach odpowiedzialna za wystawy w Whitney Studio, a później pierwsza dyrektorka Whitney Museum of American Art. W czasie I wojny światowe Whitney była zaangażowana w liczne, związane z wojną działania pomocowe, przede wszystkim w utworzenie i wspieranie szpitala w Juilly, we Francji. W czasie wojny odbyła kilka podróży do tego kraju. Jej rzeźby z tego okresu miały tematykę wojenną. W 1916 roku Whitney miała swą pierwszą indywidualną wystawę w Whitney Studio. W 1918 roku otworzyła Whitney Studio Club, który stał się pionierską organizacją w sztuce amerykańskiej, realizując programy wystawiennicze i oferując przestrzeń społeczną i udogodnienia rekreacyjne dla swoich członków. Whitney zorganizowała wystawę sztuki amerykańskiej Overseas Exhibitio, która w latach 1920–1921 została zaprezentowana w Paryżu i innych europejskich miastach; sama Whitney miała w 1921 roku własne wystawy w Paryżu i Londynie. W 1928 roku Whitney Studio Club został przekształcony w galerię sztuki, znaną jako Galerie Whitney Studio, kierowaną przez Julianę Force.
Ważnym i trwałym osiągnięciem w życiu Gertrude Vanderbildt Whitney było założenie w 1930 roku muzeum sztuki amerykańskiej Whitney Museum of American Art, na rzecz którego przekazała własne zbiory sztuki.
W 1934 roku Whitney zaangażowała się w batalię sądową dotyczącą opieki nad jej bratanicą, Glorią Vanderbilt, córką jej zmarłego brata Reginalda i jego żony Glorii Vanderbilt Morgan. Zgodnie z porozumieniem osiągniętym w sądzie opieka została przyznana Whitney, a matce Glorii prawo do odwiedzin córki. Postępowanie sądowe kontynuowano w kolejnych latach. W 1935 roku Whitney założyła z Julianą Force i czterema architektami World's Fair Five Organization, mającą na celu przygotowanie planu pod miejsce mającej odbyć się w 1939 roku nowojorskiej Wystawy Światowej, pomimo że Rada ds. Projektu Wystawy sporządziła własny plan. Whitney przez pozostałe lata swego życia kontynuowała rzeźbienie, pisanie, patronowanie sztuce i działalność filantropijną.
Gertrude Vanderbilt Whitney zmarła po długiej chorobie 18 kwietnia 1942 roku. Pochowana została na Woodlawn Cemetery w Nowym Jorku.

## Gertrude Vanderbilt Whitney jako temat w sztuce

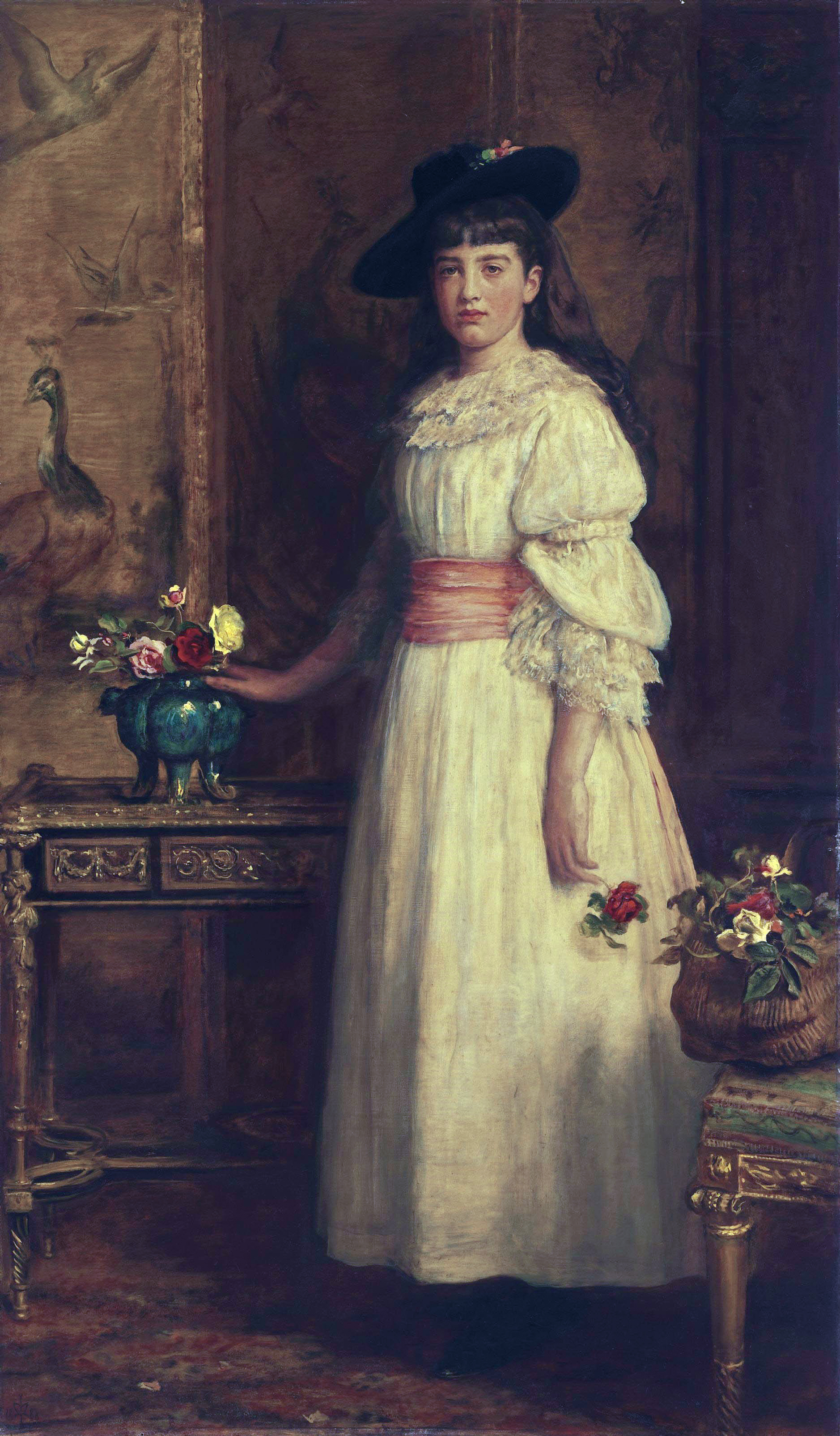
John Everett Millais, Gertrude Vanderbilt Whitney, obraz olejny z 1888
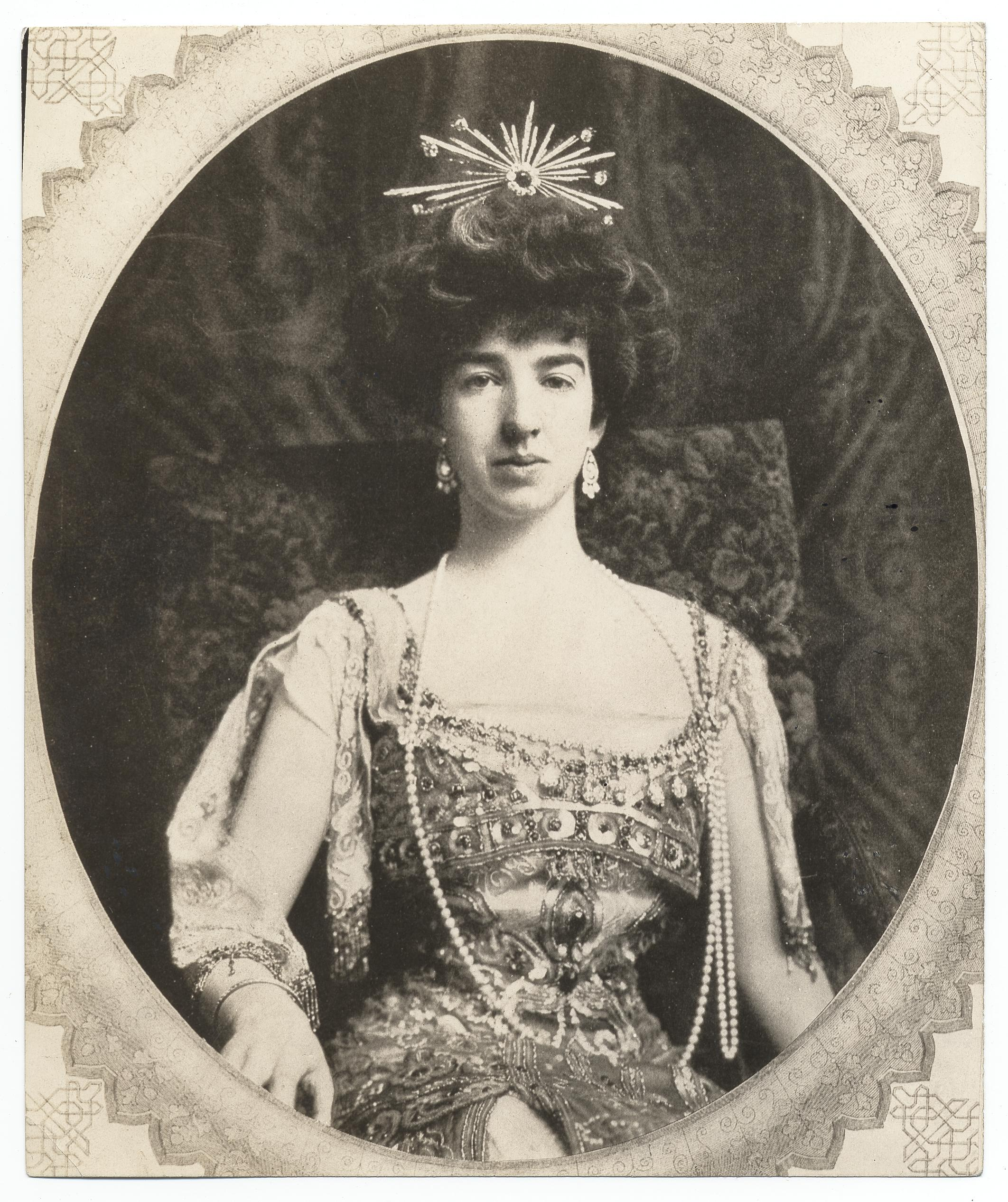
Fotografia z ok. 1909, Archives of American Art
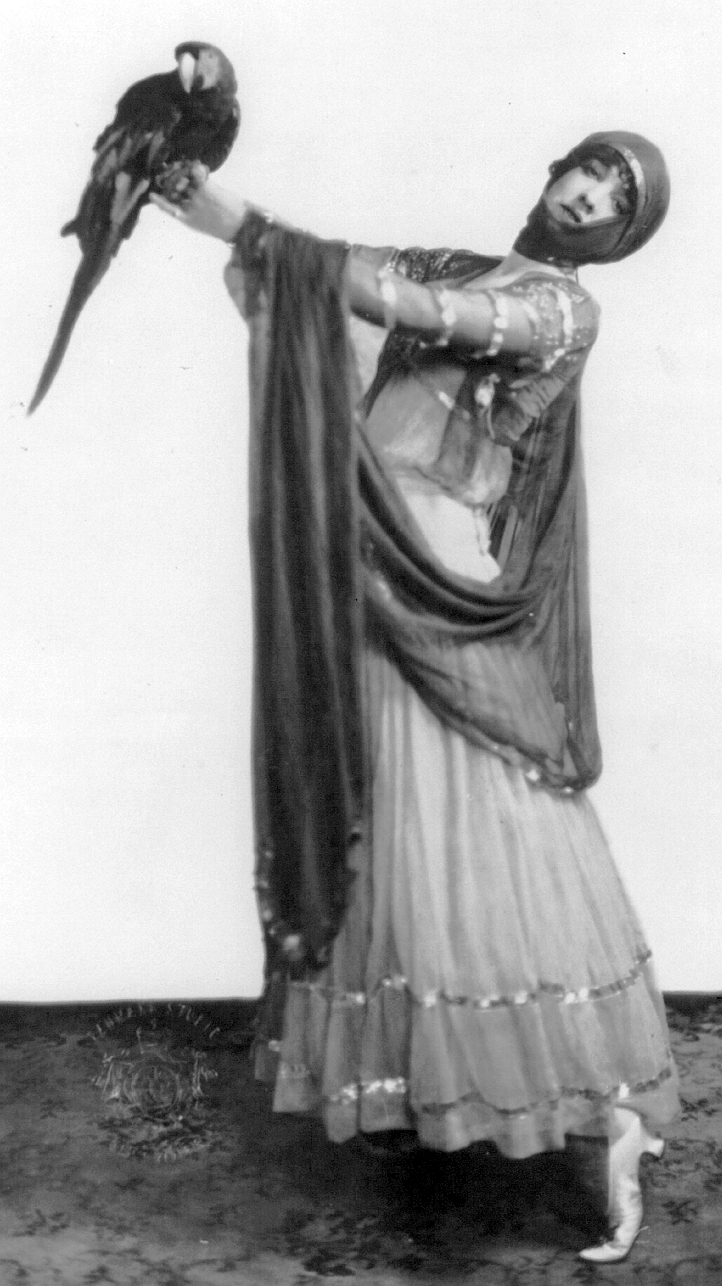
Fotografia Gertude Vanderbilt Whitney trzymającej papugę, 1914, Biblioteka Kongresu
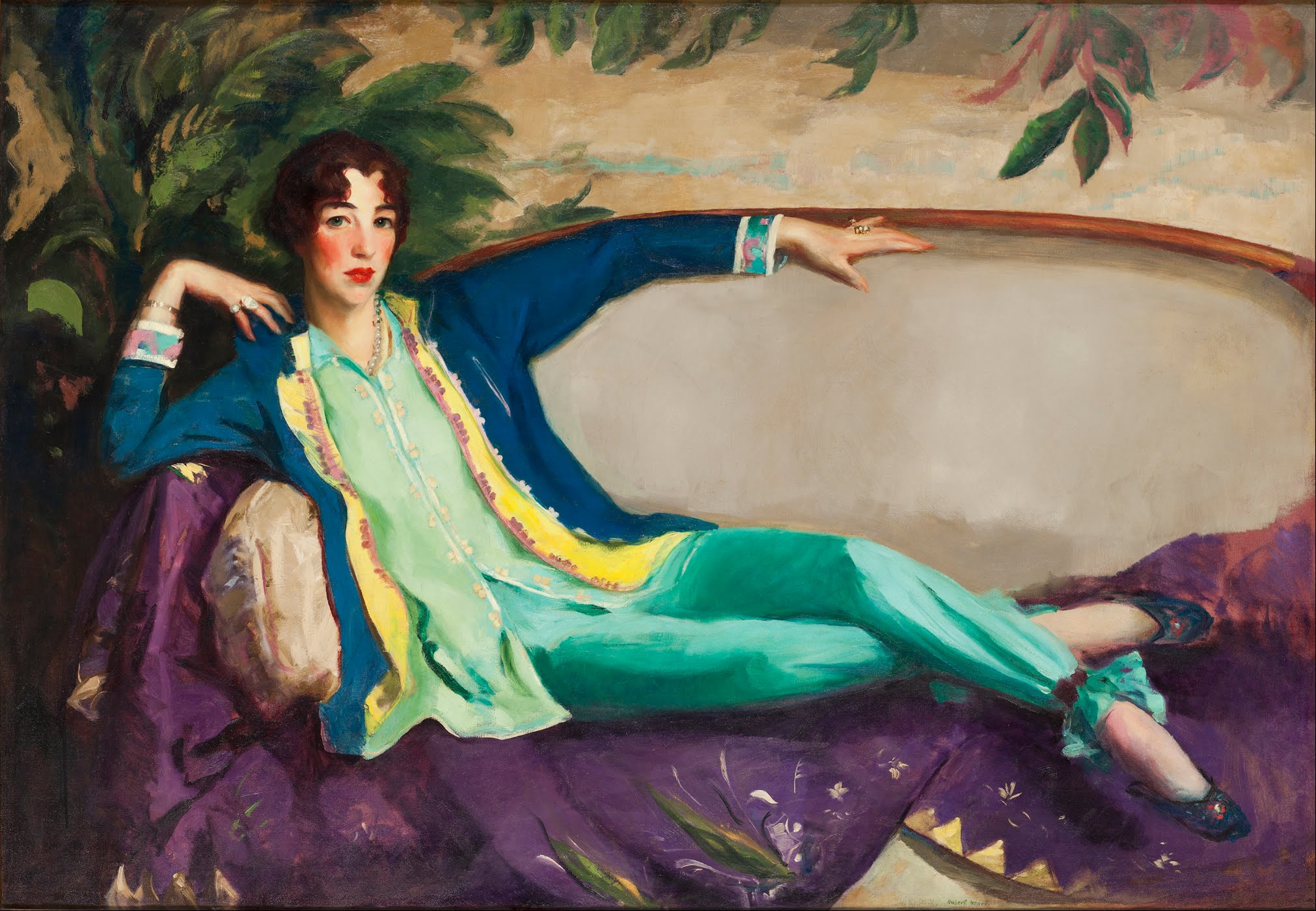
Robert Henri, Gertrude Vanderbilt Whitney, obraz olejny, 1916, Whitney Museum of American Art
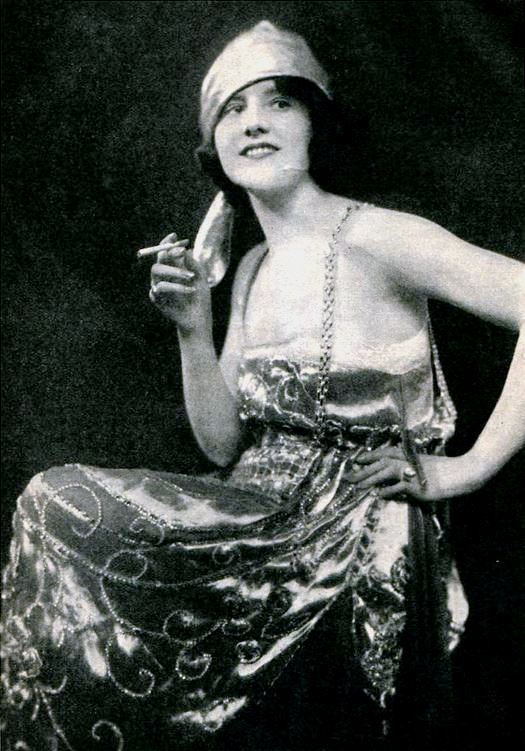
Alfred Cheney Johnston, fotografia Gertrude Vanderbilt Whitney z września 1921

## Twórczość
Gertrude Vanderbilt Whitney jest najbardziej znana ze swych monumentalnych rzeźb, jak Titanic Memorial (1914, Potomac Park, Waszyngton), przedstawiający 6-metrowy posąg z różowego granitu z rozpostartymi rekami, wznoszący się ponad szeroką na 10 m kamienną ławą udekorowaną delfinami. Pomnik został wystawiony na widok publiczny dopiero w 1931 roku. Marmurową replikę głowy pomnika zakupił rząd francuski dla Musée du Luxembourg. Wpisany w 2007 roku na listę National Register of Historic Places jako poz. nr #07001060;
Inne znane dzieła Whitney:
- Fontanna aztecka (Aztec Fountain) (1912) wykonana dla Pan American Building[7];
- Trzy Gracje (Three Graces)  (1931, McGill University, Montreal). Pierwowzorem rzeźby była brązowa Kariatyda (Caryatid) (1913, Whitney Museum of American Art) wykonana pierwotnie w 1912 roku jako studium do trzech aktów podtrzymujących basen monumentalnej fontanny zaprojektowanej dla Arlington Hotel w Waszyngtonie, a podarowanej w 1931 roku McGill University w Montrealu. Kariatyda, czy raczej Atlant, bo chodzi tu o postać męską, wykazuje wpływ, jaki na Whitney wywarł Auguste Rodin. Podobnie jak wielu rzeźbiarzy jej pokolenia, Whitney przyswoiła sobie innowacje francuskiego artysty i stosowała je, w różnym stopniu, w swych kolejnych pracach. Używając klasycznego kontrapostu Whitney umieściła swoją rzeźbę w przestrzeni Rodina akcentując światło i cień, które na przemian maskują i uwidaczniają dzieło. Artystka uwydatniając muskulaturę ramion, nóg i pleców wskazała ponadto na tężyznę fizyczną postaci[4];
- Fontanna Arlington (The Arlington Fountain), rzeźba z marmuru, ukazująca trzy muskularne postacie z roślinami i rybami, wystawiona w 1915 roku na Panama-Pacific Exposition w San Francisco[4];
- Łuk zwycięstwa (Victory Arch) (1918–20)[7];
- Washington Heights War Memorial (1921, Nowy Jork)[5][7];
- Zwiadowca (The Scout) – pomnik Buffalo Billa (1924), o wysokości ponad 4 m, przedstawiający jeźdźca na koniu, umieszczony na terenie Historical Center w Cody w stanie Wyoming[4]. Wpisany w 1974 roku na listę National Register of Historic Places jako Buffalo Bill Statue, poz. nr #74002319[8];
- St. Nazaire Monument (1924, Saint-Nazaire, Francja), poświęcony Amerykanom poległym we Francji w czasie I wojny światowej[4][7];
- Monumento a la Fe Descubridora, Krzysztofa Kolumba, 1929, Huelva. Ma 37 m wysokości[9][10]
- Peter Stuyvesant Monument – pomnik Petera Stuyvesanta (1936–1939, Nowy Jork)[7].

### Galeria

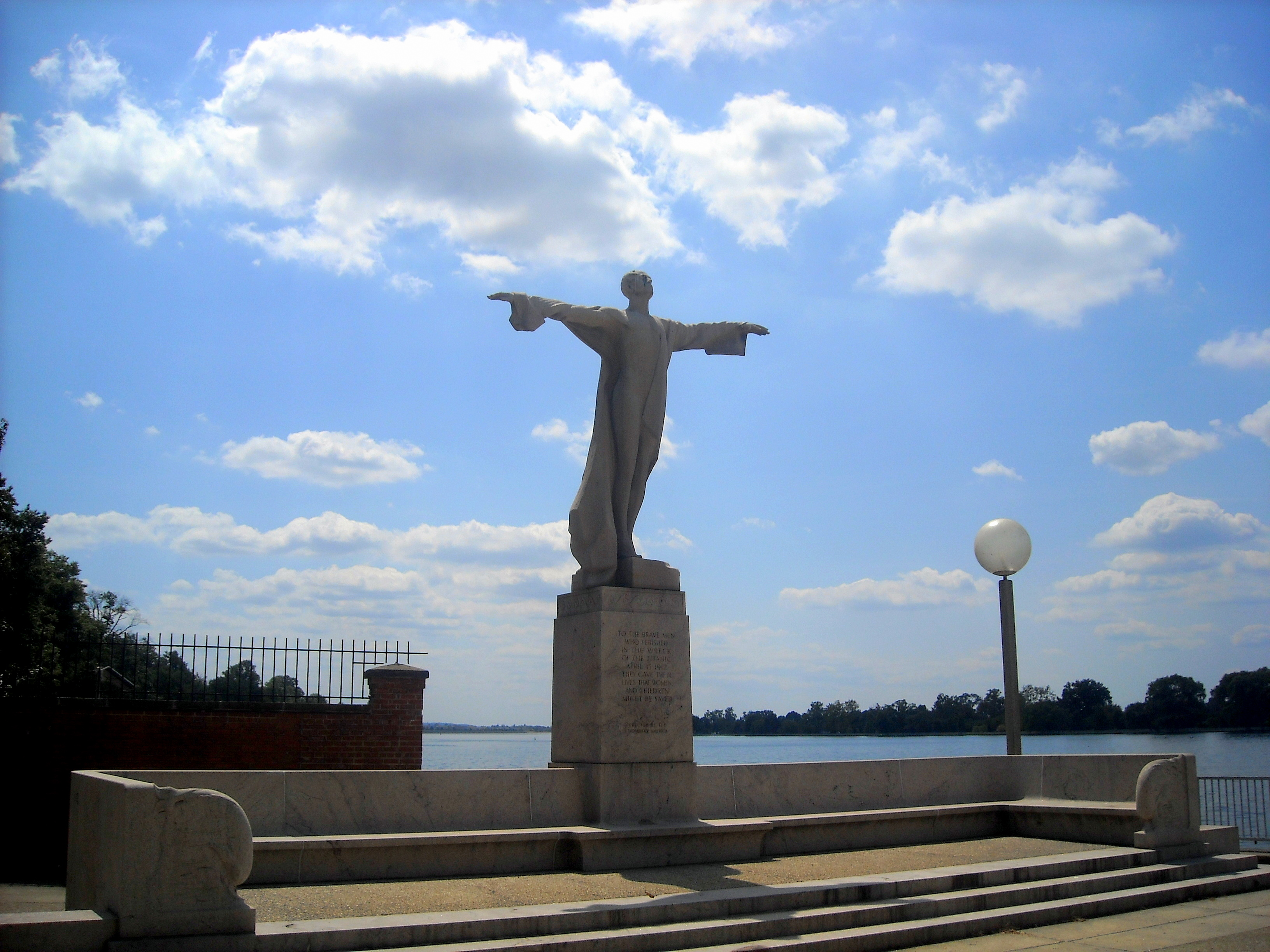
Titanic Memorial, Waszyngton, wyrzeźbiony w 1914, wystawiony w 1931
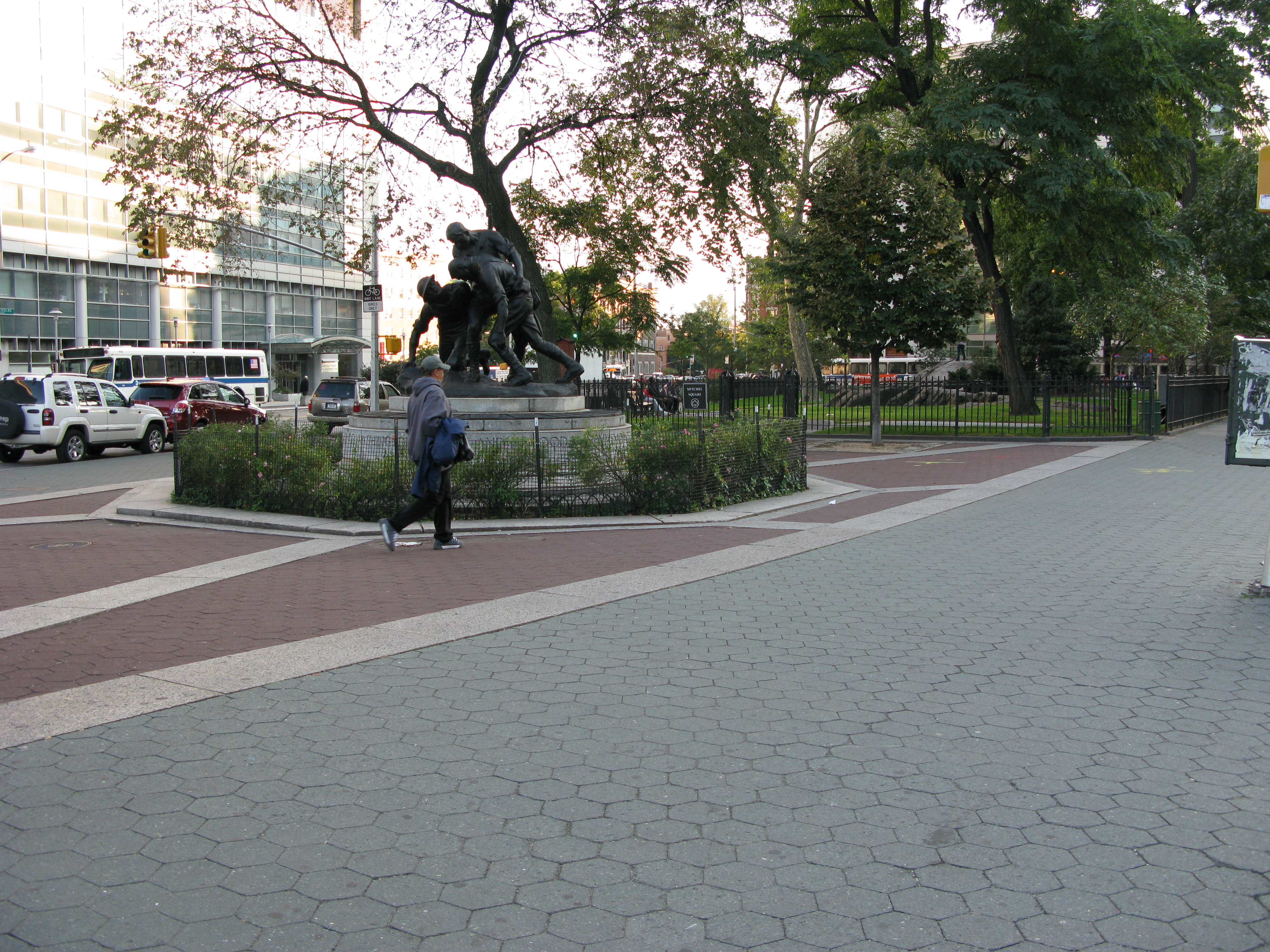
Washington Heights War Memorial, Nowy Jork
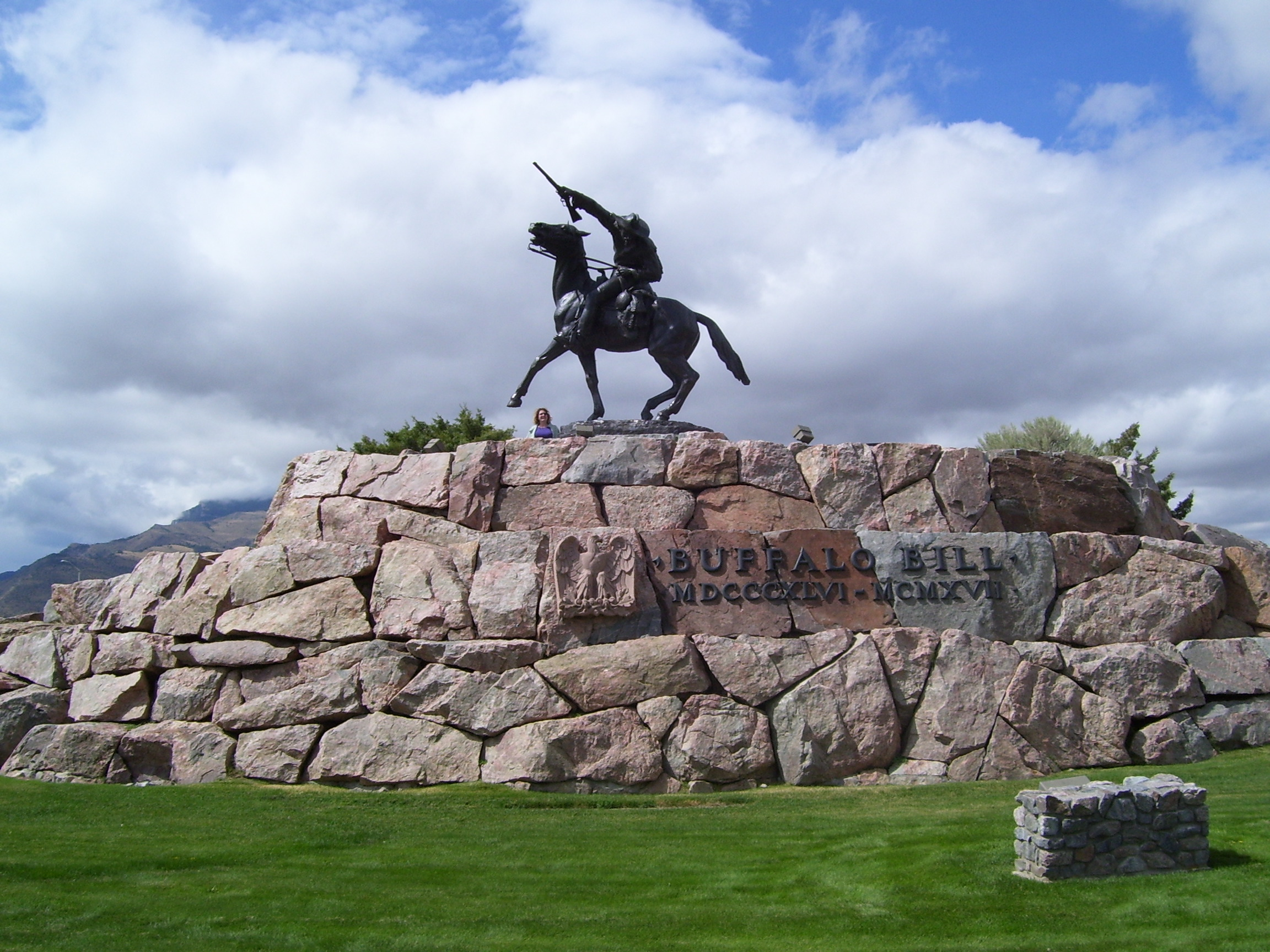
Zwiadowca, pomnik upamiętniający Buffalo Billa, Cody
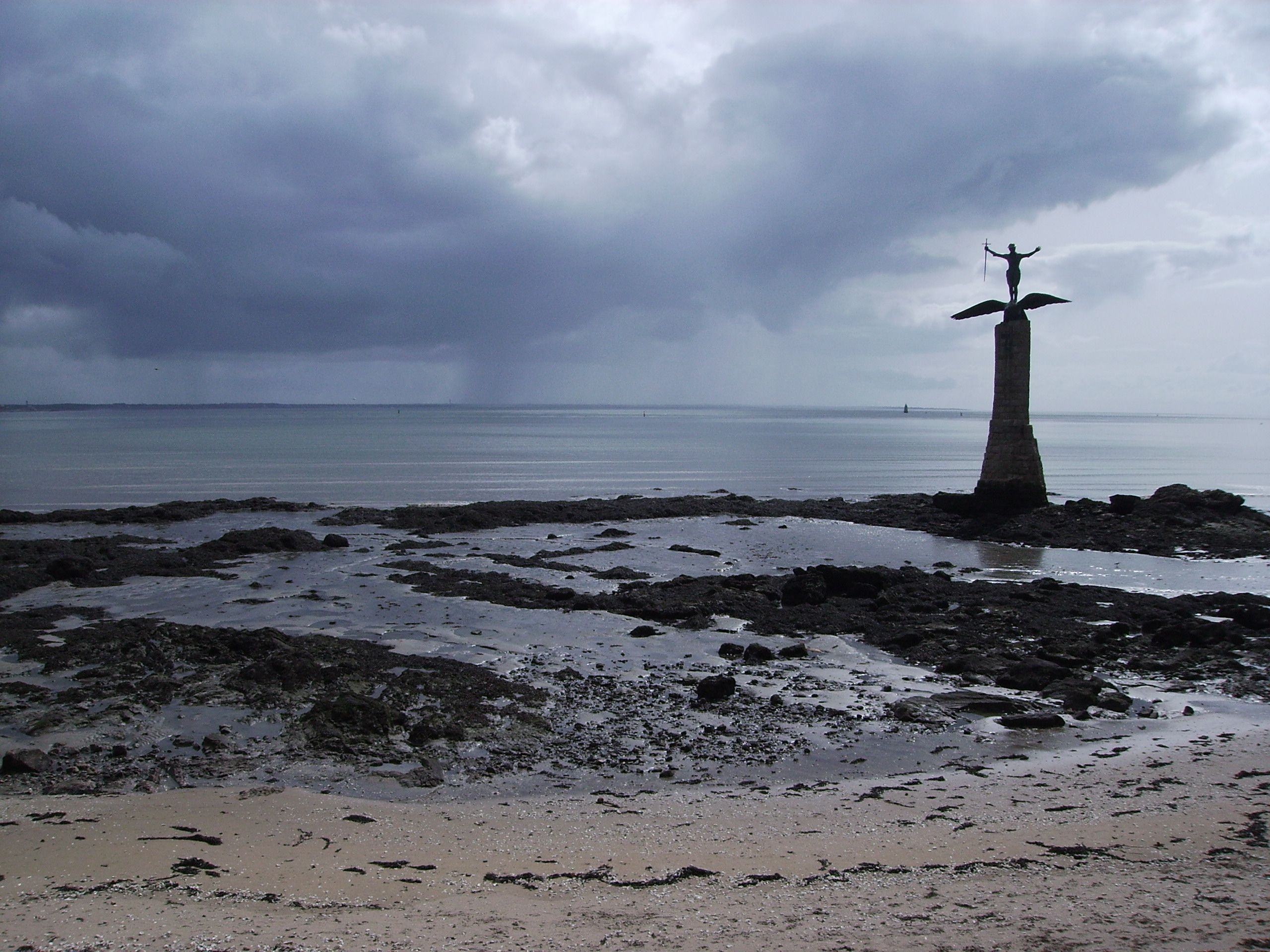
Pomnik poświęcony poległym Amerykanom, Saint-Nazaire, Francja
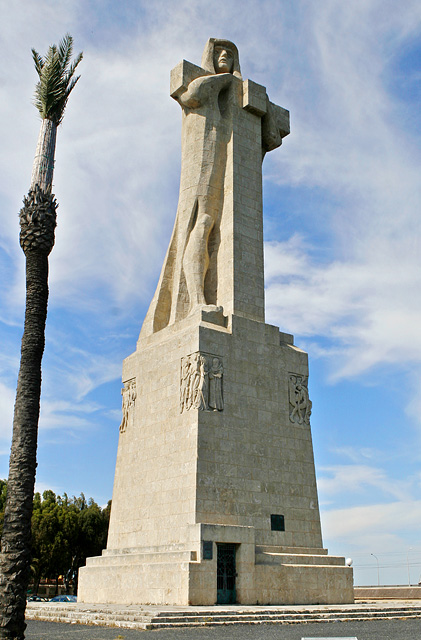
Monumento a la Fe Descubridora – pomnik Krzysztofa Kolumba, Huelva
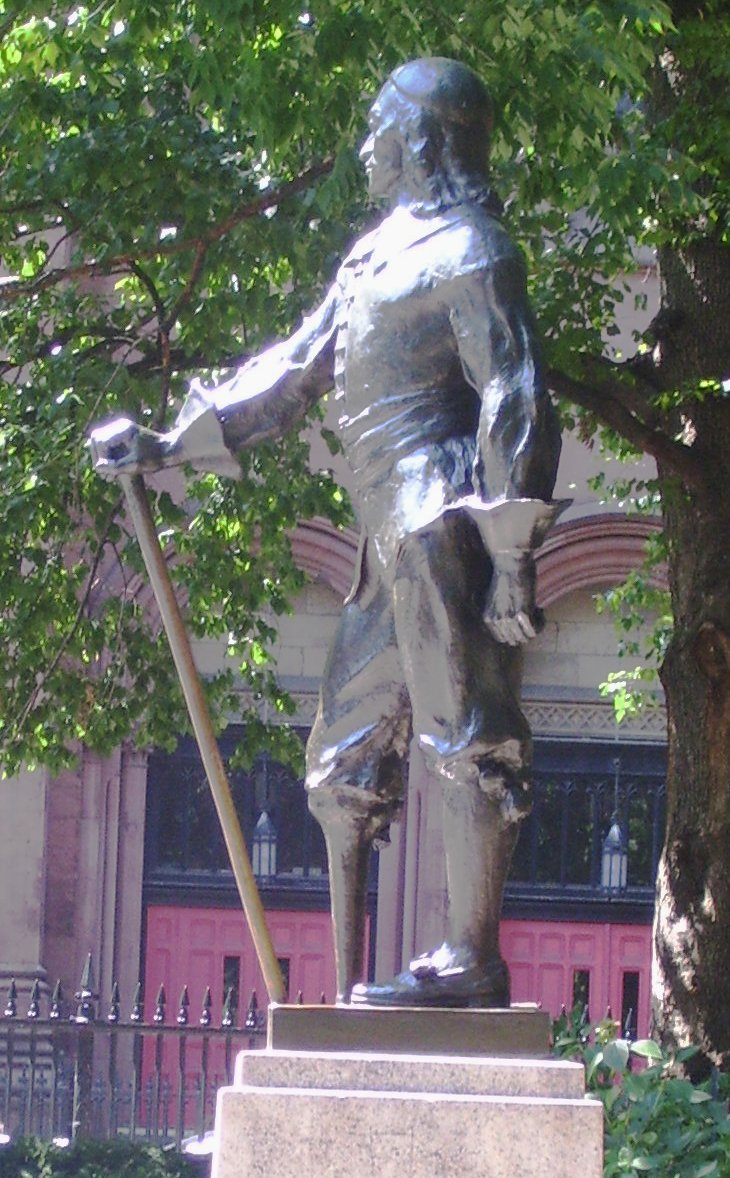
Pomnik Petera Stuyvesanta, Nowy Jork